# Biskupi Chur
Biskupi Chur – lista biskupów diecezjalnych, koadiutorów i biskupów pomocniczych szwajcarskiej diecezji Chur.

## Biskupi diecezjalni
- Asinio (V w.)
- Valentian (zm. 548)
- Paulinus (objął urząd w 548)
- Teodor (objął urząd 599/603)
- Wiktor [I] (objął urząd ok. 614)
- Paschalis (VII w.)
- Wiktor [II] (VIII w.)
- Wigiliusz (VIII w.)
- Tello (ok. 759/760–765)
- Konstancjusz (ok. 773/774)
- Remedius (ok. 791/796–806)
- Wiktor [III] (822/823–831)
- Verendar (ok. 836–843)
- Esso (ok. 849–868)
- Rothar (zm. przed 888)
- Theodolf (888–913)
- Waldo (920–940)
- Hartbert (951–972)
- Hiltibald (976–988)
- Ulrich (1006–1024)
- Hartmann (1030–1036)
- Dietmar von Montfort (1040–1061)
- Heinrich von Montfort (1070–1078)
- Norbert (1080–1087)
- Ulrich von Tarasp (1087–1095)
- Wido (1096–1122)
- Konrad von Biberegg (1123–1142)
- Konrad (1142–1150)
- Adalgott OCist (1151–1160)
- Egino von Ehrenfels (1160–1168)
- Ulrich von Tegerfelden (1170–1179)
- Bruno (1180)
- Heinrich von Arbon
- Reinher della Torre (1194–1209)
- Arnold von Matsch (1209–1221)
- Rudolf von Güttingen OSB (1224–1226)
- Berthold von Helfenstein (1228–1233)
- Ulrich von Kyburg (1233/1234–1237)
- Volkard von Neuburg (1237–1251)
- Heinrich von Montfort OP (1251–1272)
- Konrad von Belmont (1273–1282)
- Friedrich von Montfort (1282–1290)
- Berthold von Heiligenberg (1291–1298)
- Siegfried von Gelnhausen (1298–1321)
- Rudolf von Montfort (1322)[a]
- Johannes Pfefferhard (1325–1331)
- Ulrich von Lenzburg OESA (1331–1355)
- Peter Gelyto (1356–1368)
- Friedrich von Erdingen (1368–1376)
- Johannes von Ehingen (1376–1388)
- Hartmann von Werdenberg-Sargans (1388–1416)
- Johannes Ambundii (1416–1418)
- Johannes Nazo (1418–1440)
- Antonio de Tosabeciis (1456)
- Ortlieb von Brandis (1458–1491)
- Heinrich von Hewen (1491–1505)
- Paul Ziegler (1509–1541)[b]
- Lucius Iter (1542–1549)
- Thomas von Planta (1550–1565)
- Beat à Porta (1565–1581)
- Peter de Raschèr (1581–1601)
- Johann Flugi von Aspermont [I] (1601–1627)
- Joseph Mohr (1627–1635)
- Johann Flugi von Aspermont [II] (1636–1661)
- Ulrich de Mont (1661–1692)
- Ulrich von Federspiel (1692–1728)
- Joseph Benedikt von Rost (1729–1754)
- Johann Baptist Anton von Federspiel (1755–1777)
- Johann Franz Dionys von Rost (1777–1793)
- Karl Rudolf von Buol-Schauenstein (1794–1833)
- Johann Georg Bossi (1835–1844)
- Kaspar de Carl ab Hohenbalken (1844–1859)[c]
- Nikolaus Franz Florentini (1859–1876)
- Kaspar Willi OSB (1877–1879)
- Franz Konstantin Rampa (1879–1888)
- Johannes Fidelis Battaglia (1889–1908)
- Georg Schmid von Grüneck (1908–1932)
- Laurenz Vincenz (1932–1941)[d]
- Christian Caminada (1941–1962)
- Johannes Vonderach (1962–1990)[e]
- Wolfgang Haas (1990–1997)[f]
- Amédée Grab OSB (1998–2007)
- Vitus Huonder (2007–2019)
- Joseph Bonnemain (od 2021)

## Biskupi pomocniczy
- Balthasar Brennwald OP (1491–1500)
- Albert von Haller (1858)
- Kaspar Willi (1868–1877)
- Peter Henrici SJ (1993–2007)
- Paul Vollmar SM (1993–2009)
- Marian Eleganti OSB (2009–2021)